# Dale C. Thomson
Dale Cairns Thomson (17 de junho de 1923 - 27 de abril de 1999) foi professor e diretor departamental da Université de Montréal, professor e vice-diretor da McGill University e professor de relações internacionais e diretor do Centro de Estudos Canadenses da Johns Hopkins University's School of Advanced International Studies em Washington, D.C. e autor de várias obras históricas importantes.

## Vida
Nascido em uma fazenda em Westlock, Alberta, Dale Thomson serviu na Força Aérea Real Canadense durante a Segunda Guerra Mundial e foi condecorado com a Distinguished Flying Cross. Ao final da guerra, frequentou a Universidade de Alberta, graduando-se como bacharel em 1948. Fluente na língua francesa, obteve então o diploma em relações internacionais pela Universidade de Paris em 1950 e o doutorado pela Faculdade de Letras da universidade em 1951. Para fazer sua tese intitulada "General Haushofer and his Ideas on Geopolitics", Thomson passou um tempo em Alemanha, tornando-se fluente na língua alemã.
Retornando ao Canadá, Thomson trabalhou por um curto período no National Film Board of Canada antes de ser convidado para servir como secretário particular associado do primeiro-ministro canadense, Louis St. Laurent, onde permaneceu até 1958. Envolvido com o Partido Liberal de Quebec e o Partido Liberal do Canadá, nas eleições federais canadenses de 1958, Thomson foi o candidato liberal malsucedido na corrida Jasper-Edson.
Após sua breve incursão na política, Thomson retornou à academia, onde construiu uma carreira notável que incluiu a autoria de vários livros importantes. Além disso, ele escreveu artigos para a imprensa canadense e foi um frequente comentarista convidado de rádio e televisão sobre a política canadense.
Dale Thomson morreu em 1999 após uma longa doença. Seu arquivo é mantido nos Arquivos da Universidade McGill.

## Livros
- Alexander Mackenzie : Clear Grit (1960)
- Louis St. Laurent, Canadian (1967)
- Canadian Foreign Policy : Options And Perspectives  (com Roger F. Swanson, 1971)
- Quebec Society And Politics: Views From The Inside (1973)
- Mémoire à la Commission parlementaire de l'Assemblée nationale du Québec à propos du projet de loi no 1, Charte de la langue française au Québec (1977)
- Jean Lesage & The Quiet Revolution (1984)
- Vive le Québec Libre (1988)